# Бенин на Играх исламской солидарности
Бенин принимает участие в Играх исламской солидарности, начиная с Игр 2005 года.
За все Игры спортивные делегации Бенина завоевали всего 1 бронзовую медаль, в медальном зачёте занимают 51-е место.

## Медальный зачёт
С учётом результатов Игр 2021 года.
| Игры           | Золото | Серебро | Бронза | Всего | Место |
| Мекка 2005     | 0      | 0       | 0      | 0     | —     |
| Палембанг 2013 | 0      | 0       | 0      | 0     | —     |
| Баку 2017      | 1      | 0       | 1      | 2     | 24    |
| Конья 2021     | 0      | 0       | 1      | 1     | 41    |
| Эр-Рияд 2025   |        |         |        |       |       |
| Всего          | 1      | 0       | 2      | 3     | 51    |

## Медалисты
| Медаль | Спортсмен      | Игры       | Вид спорта      | Дисциплина                        |
| ------ | -------------- | ---------- | --------------- | --------------------------------- |
| Золото | Одиль Ауэнвану | Баку 2017  | Лёгкая атлетика | бег на 110 м с барьерами, женщины |
| Бронза | Ноэли Яриго    | Баку 2017  | Лёгкая атлетика | бег на 800 м, женщины             |
| Бронза | Амдивье Кууна  | Конья 2021 | Гимнастика      | аэробика, женщины                 |